# EF Eridani b
EF Eridani B (EF Eri b) es un objeto subestelar con características espectrales anómalas que forma parte de sistema binario cataclísmico altamente magnético.

## Descubrimiento
Fue descubierto en 1978 y se confirmó que era una poderosa fuente de rayos X (2A 0311-227).

## Dinámica
EF Eri es un sistema estelar binario cataclísmico compuesto por una enana blanca y una estrella secundaria de masa ultrabaja, que transfiere materia a la enana blanca a través de un proceso de acreción. Se clasifica como un polar, un tipo de binaria cataclísmica en la que el fuerte campo magnético de la enana blanca canaliza las corrientes de acreción directamente hacia su superficie, impidiendo la formación de un disco de acreción estable. Además, está categorizado como un CV rebotante, ya que su rango de variabilidad cambia con el tiempo.
La estrella secundaria, EF Eridani B, fue en el pasado una estrella de la secuencia principal, pero con el tiempo se degradó hasta convertirse en un remanente subestelar inerte. Su masa ha sido despojada gradualmente debido a corrientes de acreción e interacciones magnéticas con la enana blanca.
Históricamente, la magnitud aparente de EF Eri ha oscilado entre 14.5 y 17.3, aunque desde 1995 se ha mantenido mayormente en el límite inferior.

## Características

### Órbita
Su órbita es extremadamente compacta, con un período orbital de 81 minutos y con una separación orbital de apenas ~700,000 km (0,00468 UA), lo que equivale aproximadamente a 1,3 veces el radio del Sol o menos del doble de la distancia de la Tierra a la Luna.
Está en contacto con el lóbulo de Roche, lo que permite que el material se transfiera a la enana blanca, aunque la acreción parece estar desacelerando. Tiene una inclinación orbital estimada entre 50° y 65°, aunque algunos estudios sugieren que podría llegar hasta los 75°. La velocidad orbital de EF Eri B se ha medido en ~385 km/s y su rotación está acoplada por marea, con una cara fija en un lado hacia la estrella.

### Composición y espectro
Se detectaron niveles muy bajos de monóxido de carbono, lo que indica una deficiencia de estos elementos, normalmente abundantes en las enanas marrones normales.
Una hipótesis indicó una interrupción y alteración del ciclo CNO durante el proceso de transferencia de masa; Además, como hipótesis alternativa, se propuso que el déficit de carbono y oxígeno es consecuencia del material transferido a la enana blanca, dejando un remanente empobrecido en estos elementos. También existe una anomalía en la relación entre la abundancia de carbono y nitrógeno [C/N], siendo el nitrógeno anormalmente abundante.
La deficiencia de metano (CH₄) y agua (H₂O) en el espectro infrarrojo que se espera en las enanas marrones frías de tipo T es casi inexistente en EF Eri B; El metano es una característica destacada en las bandas H y K; sin embargo, la irradiación extrema impide la formación de estos compuestos.
Tiene una supresión completa de las líneas de Balmer (Hα, Hβ, Hγ) en ciertos períodos, excepto donde la actividad de la enana blanca es mayor, donde se detectaron líneas débiles de hidrógeno Hα. Muestra la presencia prominente de triplete de Calcio de Ca II 8498 Å, 8542 Å y 8662 Å de origen fotosférico y debilidad en las líneas de sodio (Na I 8183, 8195 Å).
Se detectó un fuerte pico de emisión en el infrarrojo, lo que indica la presencia de un proceso de emisión ciclotrón debido a la interacción del campo magnético con electrones relativistas, lo que indica una interacción importante del campo magnético de la enana blanca con la superficie de EF Eri B.
No se encontró evidencia de líneas de emisión de carbono C IV u oxígeno ionizado O III, y en espectros UV de alta resolución, pero se ha detectado débil emisión de N V.

### Estrella anfitriona
El componente principal de este sistema es la enana blanca DA, lo que significa que su espectro está dominado por las líneas de hidrógeno de la serie de Balmer. Se estima que su temperatura está entre 9.500 y 11.000 K, relativamente baja en comparación con otros sistemas cataclísmicos, lo que sugiere un enfriamiento progresivo debido a la reducción de su tasa de acreción.
Su masa está en el rango de 0,82 a 1,01 masas solares, lo que la convierte en una enana blanca masiva. La característica más notable de EF Eri A es su intenso campo magnético, que varía entre 13 y 21 millones de Gauss (MG), uno de los campos magnéticos más altos registrados en sistemas polares.